# Stasis rendszer
A retorika egy összetett és hibrid művészet, mely filozófiai háttérrel is rendelkezik. Két folyamatból ál: Noesis (gondolkodás) és Poesis (termelés). Mindig van egy állapot, stasis, amikor a gondolkodás zajlik, vagy változás következik be és van olyan is, amikor a beszédben, mozdulatokban létrejön a termék. A sztázis angol és görög megfelelője a stasis, amely a modern nyelvhasználatban is viszonylag tág fogalomnak számít. Webster nyomán az angol stasis jelentése: „a standing still”, azaz állandóság, egy állapotban lenni stb. Görög eredetű szó, de hasonlóan, mint a kinesis (mozdulat szabadsága), vagy a crisis ez is beépült a modern terminológiába.

### Quintilianus
Marcus Fabius Quintilianus (35–100 k.) római szónok Domitianus császár uralkodása idején. Legfontosabb műve az Institutio oratoria (Szónoklattan), mely a legismertebb antik retorikai kézikönyv. Már ő is megemlíti, hogy az ügyállás (status, constitutio) definícióját, fajtáit illetőleg nincs egyetértés az ezzel foglalkozó rétorok között. Az első meghatározás a Herenniusnak ajánlott retorikában található: „Az ügyállás (constitutio) az alperes első védekezése egybekapcsolva a felperes vádjával.”  Ezt a definíciót pontosította Quintilianus a Kr. u. 1. század közepén: Az ügyállás nem az első összeütközés, hanem ami az első összeütközésből származik, tehát a főkérdés fajtája.  Az ügyek, nem pedig a kérdések első összeütközése.  Az ügyállás az első hárításból ered, a vádlótól származik. 
Minden ügy valamely ügyállás körébe tartozik.
Aristotelés 10 alapeleme közül 4 tartozik az ügyállásokhoz:
- - uszia/essentia (létezik-e valami?)
- - minőség
- - mennyiség
- - valamihez való viszony[8]

Cornificius szerint 3 ügyállás létezik: 
- - következtetésen alapuló/coniecturalis – amennyiben a tény vitás
- - törvényen alapuló/legitima – ha szöveg kapcsán jön létre a vita
- - jogosságon alapuló/iuridicialis – jogos vagy jogtalan-e tényállás[9]

Quintilianus szerint a következő ügyállások vannak:
- - 3 logikai: következtetés, minőség, meghatározás
- - 1 törvényes, amelynek alfajai: a szöveg és értelmezése, a törvények közötti ellentmondás, levezetés, kétértelműség, kifogás[10]

3 féle főkérdés van: Létezik-e? Mi az? Milyen?
Egy vitahelyzetben az ügyállásoknak egyszerre több alfaja is megjelenhet.
A megismerési folyamat fontos része a Stasis (gör. felállítás). Segítségünkre van a kérdések megfogalmazásában, elrendezésében. Négy fajtáját különböztették meg: definíciós, feltevéseken alapuló, transzlatív, minőségi. (Lásd még: Inventio)
- - Feltevésen alapuló ténykérdés. Tipikus kérdése: Ön megrongálta azt a tulajdont? X személy ölte meg Y személyt?
- - Definíciókérdés, hozzá tartozó kérdés: Mekkora a kár mértéke, kicsi, vagy nagy? Hogyan definiálná a bűntényt?
- - Minőséggel kapcsolatos kérdés: Igazoltan ő okozta a kárt? Milyen körülmények között történt a károkozás?
- - Joghatóság kérdése - translative: Ez polgári vagy büntetőjogi per?, Kinek van joghatósága az aktuális ügyben?

### Arisztotelész
Az ókori kultúrában és gondolkodásban mindenhol megfigyelhető a stazis és a kinesis, a két ellentét fontos részét képezte az ókori elveknek. A kinesist Arisztotelész azzal magyarázta, hogy aktualizáló (működőképessé tesz) szerepe van és a sztéziszben, mivel az interpretálja saját ellentétét is, a mozgalmasságot, a mozgást. Arisztotelész azt is megállapította, hogy a körülöttünk levő világban több hasonló, ellentétes kapcsolat is megfigyelhető: a levegő vízzé válik, majd a vízből levegő lesz, a gyerekek felnőnek, a kőből téglát készítenek a házakhoz, a feketéből fehér lesz és fordítva stb. Minden aktualizációhoz tartozik egy stasis, állapot is.
Az ellentétes változáshoz és mozgáshoz viszont nem minden esetben társul sztézisz. A retorikai gyakorlatban, a vitában, érvelésben viszont minden ellentétes változás szükségszerűen tartalmaz egy állapotot is. A dolgokat, amelyekkel a fizika tudománya foglalkozik, a természet alkotta. Az ilyen jelenségek, mind önmagukban tartalmazzák a kinesis és a sztézisz párosát, viszont, a „termelő” tudományokkal és a művészetekkel foglalkozóak nem tartalmazzák ezt az ellentétet. Ilyenek az eszközök, a ruhák stb., minden olyan tárgy, amelyet nem a természet alkotott. Ezekben az esetekben a stasis és a kinesis nem a dolgokban van, hanem az alkotókban, a termelőben jelenik meg.
Az ethos, a pathos és a logos technikák az inventio részei, Arisztotelész volt az első, aki szisztematikusan tanulmányozta őket.
Az ethos lényege, hogy a használata során az előadó hitelessége jelenik meg, melyet a megjelenése közvetít a közönség felé. Ekkor a rétor a saját hitelességét, megbízhatóságát és intelligenciáját mutatja a közönségnek. Ez által szeretnék a közönséget meggyőzni. Az ethos jellege azonban vitatott, van olyan értelmezés, mely szerint a beszélő aktuális személyisége jelenik meg benne, mások szerint a beszélő retorikai helyzetben kialakított képe.
A második rész a pathos, mely a tömeg megnevettetésén vagy felhergelésén kívül sok mindent magába foglal. A pathos arra referál, hogy milyen érzéseket váltott ki a szónok a közönségből. Arisztotelész szerint nagyon fontos, hogy a szónok tudja, az érzelmes, különböző struktúrák milyen hatást váltanak ki az emberekből. A pathos művészete segíti a szónokot abban, hogy jobban megértse a közönsége érzéseit, tapasztalatait, hiedelmeit, így megfelelően fel tudja használni őket a tömeg meggyőzése során. Nem megfelelő alkalmazással kudarcot vallhat az érvelő, mert ez a kiváltandó érzelmekkel ellentétes érzésekhez vezet, kivéve, ha ez volt a célja. Klasszikus rétorok figyelmeztették az embereket arra, hogy megfelelő arányban használják a pathost és az érvelésben használt tárgyat.
A logos felel az üzenet érvényességéért vagy okáért. A logos használata a példák használatát vonja maga után. Olyan adatokat és tényeket használnak fel a szónokok, melyekre a közönségnek oda kell figyelnie. Az analitikus logikával ellentétben a retorika velejárója a valószínűség, a feltételezés és az értékek.

## Fordítás
- Ez a szócikk részben vagy egészben  a   Stasis (rhetoric) című angol Wikipédia-szócikk fordításán alapul.  Az eredeti cikk szerkesztőit annak laptörténete sorolja fel. Ez a jelzés csupán a megfogalmazás eredetét és a szerzői jogokat jelzi, nem szolgál a cikkben szereplő információk forrásmegjelöléseként.